# Friis Arne Petersen
Friis Arne Petersen (født 25. november 1952 i Skagen) er en dansk økonom og tidligere dansk diplomat, der har været direktør i Udenrigsministeriet og ambassadør i USA, Kina og Tyskland.

## Biografi
Petersen blev efter studentereksamen fra Frederikshavn Gymnasium uddannet cand.polit. fra Københavns Universitet i 1978. Han blev efter endt uddannelse ansat som sekretær for Rigsrevisionen i to år. I 1979 blev han ansat i Udenrigsministeriet, og samme år udnævnt til fuldmægtig. Fra 1981 til 1984 var Friis Arne Petersen udstationeret på den danske ambassade i Kairo, Egypten.
I 1986 blev han leder af ministersekretariatet for udenrigsminister Uffe Ellemann-Jensen, og fortsatte i 1993 under Niels Helveg Petersen. I 1994 blev han kontorchef med ansvaret for Rusland og Østeuropa, inden han i 1997 blev udnævnt til direktør for Udenrigsministeriet.
Friis Arne Petersen blev i 2005 sendt til Washington, da han skulle afløse Ulrik Federspiel som Danmarks ambassadør i USA. Et embede han havde indtil 2010, hvor han blev udnævnt som ambassadør i Kina. Her var han også ambassadør i fem år, inden han med virkning fra 15. august 2015 blev Danmarks ambassadør i Tyskland, og akkrediteret ambassadør i Schweiz og Liechtenstein.
Tibetkommissionen udtrykte kritik af Udenrigsministeriets ledelse, herunder Friis Arne Petersen, og ministeriets behandling af danske demonstranters protester mod de kinesiske myndigheder i forbindelse med flere officielle kinesiske statsbesøg i Danmark.
I 2020 blev Friis Arne Petersen pensioneret fra Udenrigsministeriet og tiltrådte en stilling som partner og public affairs-direktør i Rud Pedersen, men forlod stillingen efter et år.
Han fungerer jænvligt som kommentator og ekspertkilde om udenrigspolitik i medierne, ligesom han har sin egen klumme i Frihedsbrevet.

## Kontroversielle sager
I december 2007 blev Friis Arne Petersen taget for spirituskørsel i USA. Hustruen Birgitte Wilhelmsen insisterede på at få lov at køre videre. Men hendes forslag om at overtage rattet blev kategorisk afvist, da hun havde en promille på 1,87.
Friis Arne Petersen blev idømt bøder af sheriffen i Vermont for spirituskørsel, for at have kørt for stærkt og for at have reageret for langsomt da politiet ville stoppe ham. Da Friis Arne Petersen rullede vinduet ned, mødte der betjenten en »kraftig sprutlugt«. Friis Arne Petersen oplyste først til betjenten, at han ikke havde drukket. Men kort efter måtte han erkende over for betjenten, at han havde drukket rødvin til maden. Friis Arne Petersen påberåbte sig diplomatisk immunitet og slap derfor for anholdelse.
Friis Arne Petersen, var berygtet blandt ansatte i Udenrigsministeriet for sin vrede og angiveligt hårdhændede behandling af underordnede medarbejdere, og hans embedsførelse var præget af flere belastende sager.
I 2012 fik han en skriftlig advarsel af Udenrigsministeriet efter, at en ansat på ambassaden i Kina blev behandlet så krænkende, at den unge mand tissede i bukserne af angst. Den ansatte på ambassaden, en ung dansker, der bestred administrative funktioner, havde mod en aftale uddelt ambassadens billetter til tennisstjernen Caroline Wozniackis kampe ved China Open i oktober 2010 til sine venner. Det blev ambassadør Friis Arne Petersen så vred over, at han irettesatte den ansatte på en så krænkende måde, at vedkommende i angst for den vrede ambassadør urinerede i sit tøj. Den ansatte klagede efterfølgende til Udenrigsministeriet.

## Hæder
- Kommandør af 1. grad af Dannebrog
- Grønlands Hjemmestyres fortjenstmedalje (guld)
- Storkors fra Egypten, Belgien, Brasilien, Bulgarien, Tyskland, Finland, Japan, Jordan, Luxembourg, Rumænien, Thailand og Det Forenede Kongerige (GCMG)[3]